# Анђа Јелавић
Анђа Јелавић (21. септембар 1980) бивша је хрватска кошаркашица и тренутни кошаркашки тренер.
Учествовала је на ЛОИ 2012. Једно време је била селекторка Хрватске.